# 名探偵ホームズ
『名探偵ホームズ』（めいたんていホームズ）は、小説『シャーロック・ホームズシリーズ』を原作にしたテレビアニメ。
イタリアの国営放送局イタリア放送協会（RAI）から日本の東京ムービー新社が下請けとして製作した事実から、イタリアでは国産のアニメと考えられている（多数のアニメ作品も同様の下請けとして製作されている）。日本では、1984年11月6日から1985年5月20日までテレビ朝日系列で放送された。全26話。そのうち6編のみ宮崎駿が監督・演出などを務めた。2014年にはデジタルリマスター版が制作された。

## 作品概要

### 内容
原作から登場人物と舞台を借りてはいるが、ほぼオリジナル・ストーリーとなっている。登場人物はすべて擬人化した犬に置き換わっており、ストーリーは子供にわかりやすく、毎回モリアーティ教授と部下であるトッド、スマイリーの3人が悪事を働き、ホームズが助手の医師・ワトソンとともにそれを阻止するというもの。推理小説色は薄いが、その代わりに、教授の奇妙な発明品（デザインが『モンタナジョーンズ』のメカローバーに引き継がれている）や、警官隊と教授一味の追いかけっこなど、全体的に明るく楽しい雰囲気で作られている。ほとんどが盗難事件で、殺人事件はひとつもない（ただし「小さなマーサの大事件」や「まだらのひも」において殺人未遂を匂わせる描写が存在する）。
原作とは異なり、本作では犯人はモリアーティ教授、警察側の捜査担当はレストレード警部に固定されており（少数の例外を除く）、登場人物の役割が単純化されている。

### 放送まで
イタリアの国営放送局RAIが、イタリアの民間制作会社REVERに制作を発注、REVERが日本の東京ムービー新社（以下TMS）に共同製作を持ちかけて、実現した日伊合作作品。実際の制作はTMS傘下のテレコム・アニメーションフィルム（以下テレコム）で行われた。
日伊同時放送の予定で1981年4月に制作が開始され、当初はテレコムの若手中心で制作して、宮崎駿はバックアップする予定だったが、結局は宮崎が監督に就任した。脚本に関しては、プロのライターではないまったくの新人に書かせたいと宮崎が希望し、日本大学芸術学部映画学科の学生数名にプロットを書かせるかたちでオーディションを行った。その結果、片渕須直と伊東敏也が脚本家デビューを果たしている。このうちアニメーションの演出家を志望していた片渕は、日大在学中のまま本作の演出助手を務めるようになる。
1982年に6話分を手がけたところで、制作は一時中断する。フィルムにまでなったのが4話分で、絵ができあがったのが2話分の状態だった。また片渕によれば、制作中断の時点で「白銀号事件」と「バスカヴィル家の犬」をそれぞれ原作とした2話分の絵コンテの作業も進んでいた。中断の理由はシャーロック・ホームズシリーズの原作者コナン・ドイルの遺族との間の権利問題が解決しなかったためと言われていたが、制作担当だった竹内孝次によれば、著作権獲得の交渉を任せたイタリア側の動きが遅かったため、日本側が見切り発車で制作に突入したものの、テレコム側がアニメ映画『ニモ』の制作をすることになったため、制作が中断したとのことである。片渕須直は、制作中断の理由をイタリア側からの送金が途絶えたため、と説明している。
お蔵入り状態になった本作を誌上でたびたび紹介したり、イベント上映していたのが徳間書店の『アニメージュ』誌であった。そして、徳間書店が製作した宮崎駿監督の劇場アニメ『風の谷のナウシカ』の同時上映作品として2本が選ばれ、1984年3月に陽の目を見ることになる。
この映画館での公開が決まったことがきっかけとなり、1984年2月頃には広告代理店がテレビのスポンサーの獲得に動き出し、制作も再開。テレビ朝日が放送することも決定した。
宮崎を継いで監督したのは、『ルパン三世』（テレビ第2シリーズ）での演出担当のメインスタッフだった御厨恭輔である。東京ムービー新社からの発注で、制作部門を備えて間もないスタジオぎゃろっぷが月に2本から3本をグロス請けして、制作の中心的役割を果たした。
なお、原作問題が解消されなかった劇場公開版ではドイル原作ではないと断りがあったが、テレビ放送の際には原作者としてコナン・ドイルがクレジットされている。
イギリスに留学していた夏目金之助（夏目漱石）や、始まったばかりの郵便飛行機が登場するなど、1900年前後のイギリスという舞台設定を活かして話が作られている。「まだらの紐」や「青い紅玉」「技師の親指」など原作のモチーフが登場し、原作の愛読者にとってのささやかなファンサービスとなっているが、『バスカヴィル家の犬』は子供向けでないとしてイタリアのRAI側から却下され、原作のような不気味な雰囲気は抑えられる結果となった。
なお、REVERのマルコ・パゴットとジー･パゴットはその後『モンタナ・ジョーンズ』でも日伊共同作品を手がけている。
宮崎が担当した6話分は、テレビ放映時にオリジナルから尺を縮めるため一部カットし短縮されているものがある。劇場公開された2話分はそのオリジナルで観賞可能であるが、他の回は当時のフィルムブックにて一部回のカットシーンを見ることは可能である。劇場版2話以外のカットシーン自体はいまだ映像媒体などに収録はされていない。

## 登場人物

### ベーカー街221B
ホームズ
声 - 広川太一郎（テレビ版） / 柴田侊彦（劇場版）
本作の主人公。私立探偵。原作よりも健康的で若い設定となっており、喫煙の習慣はあっても、ほとんどパイプをくわえているだけでコカインを打ったりもしない。頭脳明晰かつ勇敢な性格で、ベーカー街221Bの事務所にこもらず、愛車のプロトベンツを駆って事件の解決に東奔西走する。原作のニヒルさは影を潜め、依頼人や困っている人に対して思いやりを持って接するが、目上の人間に対して媚びへつらわないクールさも持ち合わせている。一方でヴァイオリンの演奏や、アンモニアから香水をつくる「化学実験」といった珍妙な趣味にも精を出す。下宿の家主ハドソン夫人に憧れているが、ワトソンのように感情を表に出さず、無関心を装っている。
ワトソン
声 - 富田耕生（サブタイトルコール、ナレーション、次回予告も兼任）
ホームズの相棒である中年太りの医師。依頼人がホームズへ相談する際から必ず同席し、実地捜査でも常にホームズと行動を共にする。原作にある開業医という設定は無くなり、医師として活躍する場面も全体を通して非常に少ない。愛銃はエンフィールドNo.2。朴訥な性格で、ハドソン夫人にも素直に接する。次回予告も担当し「君の周りで何か事件が起こったら、ベーカー街まで知らせてくれたまえ！」と締めくくる。
ハドソン夫人
声 - 麻上洋子（テレビ版） / 信沢三恵子（劇場版）
第2~6・9・10・12・13・15~19・22・23・26話に登場。ホームズとワトソンの下宿の家主で、ロンドン一の佳人。
本名はマリー・ハドソン。19歳の未亡人。元々は飛行機関係者と親しい間柄であったようで、夫であるジムが彼女の恋を射止めた時、大いに悲しんでやっかんだ男連中がいることが飛行機時代の仲間から語られている。ジムは優秀なパイロットであり飛行機の設計を志していたが、結婚より1か月もしないうちに飛行機事故で亡くなっている(第10話にて顔写真のみ登場)。以降は飛行機関係者の前から姿を隠してしまい、下宿の家主に転向して生活していた。
料理と掃除が大得意で、花壇を愛でることも忘れない。ここまでだと一見お淑やかなだけの貴婦人に見えるが、モリアーティ一味に誘拐されても一切取り乱さない豪胆さを持ち、第10話では卓越したドライバーかつ拳銃射撃の名手という意外な一面も見せ、飛行機時代の仲間からは「マリーの復活だ！」と喜ばれる。かつての縁から飛行機会社に顔が利く為、ホームズ達が必要とする機体を手配したり(第6・9・22話)、直接ホームズに事件の捜査を依頼する事もある(第14・22話)。
劇場版では「エリソン夫人」と呼ばれていた。最初の構想では唯一の人間として描かれる予定であったがその後現在の姿となる。

### モリアーティ一味
モリアーティ教授
声 - 大塚周夫
第2話から登場。ホームズをライバル視する知能犯。狼に近い顔立ちに片眼鏡をかけ、白いシルクハットとマントをまとう。部下のトッド、スマイリーと共に行く先々で犯罪を行なうが、ホームズによって悉く阻止・解決されている。緻密な計画を練る犯罪者を自称し実際に頭は切れる方だが、詰めが甘く最後は実力行使に訴える場面も多い。ホームズ曰く「あんにゃろめ」。原作にあるような天才的数学者、巨大犯罪組織の首領といった面は見られず、どちらかと言えばコミカルで憎めない悪役と言った側面が強い。
性格は自己中心的で、用済みになった者や邪魔者を殺そうとする残忍な面もあるが、殺人の一線を越えることはせず、自身も「殺人は成功した試しがない」と発言してしまうほど。出来の悪いトッドらを叱りつけることも日常茶飯事だが、部下として確かな愛情も持ち合わせるなど良心がないわけではない描写もある。誘拐したハドソン夫人に優しくしてもらっただけで彼女に惚れ込んでしまい、彼女にだけは紳士的に振る舞うなど女性に弱い一面もある。
犯罪ごとに新しい大型機械を投入するためか、慢性的に貧乏である。アジトの裏の川の魚、公園の鯉を獲って調理したり、パンの耳と水のみなどの貧しい食生活を送る。好物はキドニーパイとロブスター。
容姿や最新技術好きなどアルセーヌ・ルパンと似た点がある。
イタリア語版ではトリノの方言を喋る。
目標は「犯罪界のナポレオン」と呼ばれること。
劇場版では「モロアッチ教授」と呼称。
スマイリー
声 - 千田光男（テレビ版） / 二又一成（劇場版）
モリアーティの部下であるアニメオリジナルキャラクター。
元ベンガル海賊の一員（宮崎が監督であった当初の設定にはない。トッドも同じ）。長身痩躯で頼りないが心は優しく、気を失ったハドソン夫人を見て激昂し2人に口調を荒らげ指示したこともある（第４話）。母親思いであり、長銃の扱いにも長ける。トッドを兄貴分として慕っている。スタッフの近藤喜文をモデルにキャラクター原案を宮崎駿が描いた。
トッド
声 - 増岡弘（テレビ版） / 肝付兼太（劇場版）
モリアーティの部下であるアニメオリジナルキャラクター。
スマイリーと同じく元ベンガル海賊の一員。小柄な体格だが、車や飛行機などメカの操縦に秀でている。スマイリーを弟分として大切にしており、息の合った連携を見せる。
横柄で自己顕示欲の強いモリアーティと気弱なスマイリーに振り回されるしっかり者だがドジも多い。同じくスタッフの友永和秀がモデルである。

### ロンドン警視庁
レストレード
声 - 飯塚昭三（テレビ版） / 玄田哲章（劇場版）
スコットランドヤードの警部。警官隊を多数引き連れてモリアーティ一味を追いかける。ブルドッグがモデル。
熱血かつ屈強な硬骨の正義漢で、ロンドンとスコットランドヤードで敏腕警部として知られる。平和なロンドンを愛する心を持ち、ホームズと協力する事も多いが、事件解決において先を越されることを嫌う。モリアーティの犯罪を阻止できる事もあるが、行動が空回りし肝心な所でいつも一味を取り逃がしてしまう。部下達も非常にドジである。
劇場版では「レストラント警部」と呼称。

### ゲストキャラクター

#### 第1話「彼がうわさの名探偵」
バーバラ
声 - 土井美加
仲間を裏切り、ベンガルの海賊から死を宣告された父親のジョージ卿（声 - 今西正男）と共に逃亡を続けていた娘。ホームズの観察力・推理力に驚きつつ助けを求める。

#### 第2話「悪の天才 モリアーティ教授」
サンプトン
声 - 辻村真人
パーティ中に王冠を盗まれてしまった富豪。息子の無実を確信出来ないまま警察の捜査に協力するが、真実を知り最終的には息子達の交際を祝福する。
シールズ
声 - 高橋美紀
恋人のザール（声 - 堀川亮）に掛けられた嫌疑を晴らすため、ホームズに依頼してきた少女。

#### 第3話「小さなマーサの大事件!?」
マーサ
声 - 佐々木るん
仕事に行ったまま帰らないプレス技師の父親から届いた手紙を見て、イーストエンドからベーカー街までの長い距離を歩いてホームズを訪ねてきた少女。
マーサの父親
声 - 神谷明
新聞の求人欄で就職した先がモリアーティの所であったため、監禁されニセ金の製造機開発を強要されていた。マーサ宛の手紙にある細工をして自分の居場所を知らせる。

#### 第5話「青い紅玉（ルビー）」
ポリィ
声 - 田中真弓
モリアーティが盗んだ「青い紅玉」を知らずに掠め取ってしまったスリ。容姿は少年に見えるが実は少女。テディベアをウィニーと名付け家族のように扱ったり、同じスリであった父のタバコの匂いを好むなど心優しい性格だった為、最終的にホームズに諭され紅玉を宝石店に返却した。
宝石店の主人
声 - 加藤正之（テレビ版） / 増岡弘（劇場版）
去る王家から青い紅玉を預かっていたロンドン市内にある宝石店の主人。ホームズに捜査を依頼し、懸賞金として500ギニーを差し出すと言う。

#### 第6話「緑の風船の謎をとけ!」
ジャック
声 - 向殿あさみ
灯台守の両親と住んでいた島がモリアーティ率いる密輸団のアジトにされてしまったため、助けを求める手紙を風船に取り付けて飛ばしていた少年。

#### 第7話「大追跡!ちびっこ探偵団」
少年
声 - 山田栄子
友人らとの遊び場が教授達に荒らされていたため、調査に来たホームズとワトソンを拘束してしまうが誤解だと判明し和解。その後は友人らと所有する小型外輪船を提供し、一味の追跡に協力した。
第26話にて再登場し、モリアーティ一味を追跡するため船を操縦する。

#### 第8話「まだらのひも」
エレン
声 - 横沢啓子
長い間留守にしていた町外れの屋敷に帰ってきた女性。使用人に変装したモリアーティ一味に従兄弟が発掘した恐竜の化石を狙われている。
婚約者のジョニー（声 - 堀川亮）がエレンから手紙の返事が来ないことを不審に思いホームズに調査を依頼する。

#### 第9話「海底の財宝」
ライサンダー司令官
声 - 永井一郎
イギリス海軍の艦隊司令官。極秘に開発していた潜航艇をモリアーティに盗まれる。
傲慢な性格で、美人を「下らん」と軽蔑したり、潜航艇を「あんなもの」呼ばわりしたワトソンに逆上している。テムズ川で潜水艦で現れたモリアーティ一味に対して傍若無人に砲戦を行い、その砲撃で空中に跳ね上がったモリアーティ一味の潜水艦目掛けて砲撃した結果、民家まで砲弾の被害に遭い、巻き込まれそうになったレストレードと部下達は必死に逃げ、モリアーティから「非常識」と言われ、その光景を目の当たりにした一般市民も唖然としていた。幸いにもその砲撃に巻き込まれた人物は居なかった模様。モリアーティ一味の潜水艦に砲戦をしている際にモリアーティ一味が盗み出したライサンダー司令官の潜航艇で製作した魚雷で軍艦を沈められた。
ライサンダー大佐
声 - 永井一郎
冒険家で、ナポレオンの莫大な財宝を発見した。ライサンダー司令官の双子の兄であり容姿は瓜二つだが兄弟仲は非常に悪い。業突張りな性格で、財宝に目がくらんで誰かれかまわず撃退しようとする。また、ホームズとワトソンを自分の財宝を狙う泥棒だと一方的に疑うなど、弟同様に融通の利かない面がある。財宝を盗みに来たモリアーティ一味によりライサンダー司令官の潜航艇で製作した魚雷で軍艦を沈められ、財宝があった軍艦の一部が切り取られた。また、その非常事態の際は逃げる部下達を放っておいて、自分だけ真っ先に財宝がある軍艦の場所に向かっていた。
副官
声 - 伊井篤史（テレビ版） / 千葉繁（劇場版）
艦隊ライサンダー司令官の副官。ホームズ達に事件のあらましを説明する。

#### 第10話「ドーバー海峡の大空中戦」
トミー
声 - 納谷六朗
郵便飛行機のパイロット。度重なる飛行機の不具合（実際はモリアーティ一味の妨害工作によるもの）で配達ができず、航空郵便が廃止寸前まで追い込まれ頭を悩ませていた。ハドソン夫人の亡夫であるジムの親友で、彼女の過去を知る人物。

#### 第11話「ねらわれた巨大貯金箱」
マイケル
声 - 野沢雅子
大富豪ギルモアの独り息子。家庭教師のマリアの紹介で街を見て以来その惨状に心を痛め、自ら進んで託児所で子供の世話をしている。ギルモアの貯金箱にある金貨を盗んでそれを匿名で孤児院に寄付していたが、それをホームズに知られ、事件解決後に「焦らずに自分の力でやる」ように諭されて盗みをやめる約束をした。
ギルモア
声 - 滝口順平
大手企業ギルモア社の社長。金の亡者で、軍需産業などで大儲けしている。一方で企業城下町の市民は、煤煙や排水などの公害に悩まされギルモアのことを快く思っていない。
マリア
声 - 横尾まり
マイケルの家庭教師を務めるギルモアの下女。孤児院寄付のためとはいえ父の金貨を盗むマイケルを諌めるが、彼の苦悩を知ってホームズの推理に協力する。

#### 第12話「教授 嵐の大失敗!!」
フォーカス
声 - 上田敏也
街一番の銀行家。大の古い物好きで新しい物は嫌う。銀行から大金を運ぶ際、無理やり馬車を使い事故に遭うが「自分で引いてでもやり遂げる」と強弁する程の頑固者。
アミリー
声 - 滝沢久美子
警察の護衛を断る父を心配している娘。ホームズたちに護衛を頼むが、更なる用心のため自身も密かに同行する。
銀行員
声 - 広瀬正志
馭者
声 - 古田信幸

#### 第13話「貨車が消えた!?教授の大魔術」
作業員
声 - 古田信幸
引取責任者
声 - 広瀬正志
貨車が無くなってしまった事に驚愕し、偶然乗り合わせていたホームズに解決を頼む。
係員
声 - 田口昂
駅長
声 - 塚田正昭
ホームズの指示に協力し、貨車の通過状況を知らせる。

#### 第14話「珍味!さんごのロブスター」
ブライドン
声 - 辻村真人
海洋生物学者の男性。宝石のコレクターでもあり、億単位の宝石で出来た美術品を所持している。アラーム式の警報装置を使用しているが、犯罪学において完全であるかホームズに調査を依頼する。
猟師
声 - 西川幾雄
ホームズの聞き込みに応じ、不審な行動をした人物について知らせる。
警官
声 - 広瀬正志・古田信幸
レストレード警部の補佐。

#### 第15話「見たか!ピカピカの大どろぼう」
ペリソン
声 - 広瀬正志
中堅彫刻家の男性。モリアーティに息子のコピット（声 - 羽村京子）を人質にとられ、プテラノドンに乗った教授の黄金像の制作を強要される。

#### 第16話「魔城！ホームズ 生か死か?」
ウイリー
声 - 松尾佳子
名門ウイザード家の末裔の少年、本名はウイリアム。古城に調査へ向かうホームズとワトソンにこっそりついてくる。

#### 第17話「テムズ川の怪物」
デビット
声 - 島田敏
コンクールで優勝するほどのフルートの腕前を持つ天才少年。恋人のメアリー（声 - 佐々木るん）とは将来を誓い合う仲。
モリアーティ絡みの事件に巻き込まれ、教授に監禁されてしまう。

#### 第18話「ネス湖に散ったドジ作戦!」
シック / ニコル / コラン / ローベル
声 - 堀川亮（シック） / 松井菜桜子（ニコル） / 古田信幸（コラン） / 難波圭一（ローベル）
パリ美術学校の学生。モリアーティに誘拐され、絵画の複製画を描かされていた。
ローベルは別の行動をとっていたため無事であり、ホームズに失踪した3人の捜索を依頼する。

#### 第19話「漱石・ロンドン凧合戦!」
夏目金之助
声 - 速水奨
日本からイギリスの文学を学びに来た留学生の青年。この回のサブタイトルにもある通り、のちに文豪・夏目漱石となる人物。持ち前の知性を活かしてホームズに協力した。漱石は作中の設定時期にイギリス留学をしていた。
ナポレオン先生
声 - 村松康雄
ナポレオンの子孫。モリアーティと手を組み、大英博物館からロゼッタ・ストーンを盗み出し、フランスへ持ち出そうとした。
学者
声 - 石森達幸

#### 第20話「飛行船 しろがね号を追え!」
ギンガム社長
声 - 北村弘一
航空会社ギンガム社の社長。新たに建造した硬式飛行船白銀号の処女飛行成功のために、ホームズを雇い入れた。
白銀号船長
声 - 藤本譲

#### 第21話「ブンブン!はえはえメカ作戦」
アリーン
声 - 滝沢久美子
20年前に名を馳せた大怪盗クリストファーの娘。端正な容姿と男性顔負けの身体能力と知力、行動力を持つ。最終的にホームズに見破られ、盗んだ宝石と名馬を自発的に返却した。

#### 第22話「ハチャメチャ飛行機大レース!?」
マック
声 - 曽我部和行
航空エンジニアの男性。来る飛行機レースのために制作した新型エンジンをモリアーティ一味に盗まれてしまう。ショックのあまり挫折しかけるがホームズ達の励ましで立ち直り、火災を免れた別のエンジンでレースに挑む。
ハドソン夫人の夫が尊敬していた人物で、それ故に彼女とは知り合いである。
ヘレン夫人
声 - 高島雅羅
消防隊長
声 - 峰恵研

#### 第23話「知恵くらべ!オウム対教授」
ハラス
声 - 村松康雄
外務省の男性。列車で移動中モリアーティに無理やりオウムを奪われる。
ヒヴィジ
声 - 塚田正昭
インドの裕福な商人。絵の好きな人物であり、扱った動物を全て絵に書き留めている。オウムが秘密を話す際の合言葉を知っている為モリアーティに誘拐される。
オウム
声 - つかせのりこ
イギリスと友好関係にあるインドの王侯貴族マハラジャが政府への重要なメッセージを託すために用いた鳥。
支配人
声 - 田口昂

#### 第24話「聞け!モリアーティ讃歌」
警視総監
声 - 加藤正之
鐘の紛失という重大な事件のため現場まで赴き、秘密裏に取り戻そうとホームズに依頼する。国の名声と自分の立場を心配する故に、ホームズの策に乗りマスコミに向けて一芝居打つ。
エイムズ
声 - 加藤治
インドとの貿易を手広く行う一流会社の社長。鐘を盗み出しインドの宮殿に売り付ける為、実行犯としてモリアーティ達を雇った人物。
牧場主
声 - 古田信幸
ホームズの聞き込みに応じ、牛乳の買取先について話す。
警官
声 - 広瀬正志

#### 第25話「大混乱!人形すりかえ事件」
ピュリー
声 - 及川ひとみ
小悪魔的な性格で教授たちを振り回す少女。
マルタ
声 - 青木和代
ピュリーの子守りをする女性。身長も高く、腕力だけで教授達を振り回す豪快な人物。ただし、ホームズに「お強い方ですね」と言われたときは照れていた。

#### 第26話「さよならホームズ!最後の事件」
エリザベス
声 - 玉川砂記子
インドで知り合ったアバジャと恋仲になるも父親に仲を引き裂かれてしまい、他の男と政略結婚させられそうになっていた女性。
アバジャ
声 - 難波圭一
インドのマハラジャの第3王子。エリザベスを追ってロンドンまでやってくるが、彼女に会いたい一心から家宝のエメラルドを狙うモリアーティと手を組んでしまう。
ドーラン
声 - 藤本譲
アリス
声 - 西宏子

### キャラクターが犬である理由
登場人物が犬になったのは、イタリア側の要請による。
監督の宮崎駿は、なぜ今さら『名探偵ホームズ』という企画なのかを納得できず、またキャラクターが犬であるために「自分が思い入れ出来ない」として、キャラクターを犬にすることを疑問に思っていたが、イタリア側の要請が強く、結局犬に落ち着いた。宮崎は、下宿の家主のハドソン夫人だけは人間にして、超人的なホームズでさえ人間の前ではおとなしくなる、という設定にしようとしたが、あまりにも不自然であるため、イタリア側には受け入れられなかった。
日伊両方の議論の結果、犬である特徴は人間では不可能な跳躍等のアクションにのみ活かされるにとどまったが、レストレード警部が手紙の臭いを嗅いで犬らしさを見せたことがある。

## スタッフ
- 原作 - アーサー・コナン・ドイル
- 製作 - 藤岡豊、ルチアノ・スカッファ
- プロデューサー - 高橋美光
- オリジナル・アイデア - マルコ・パゴット
- グラフィック・デザイン - ジー・パゴット
- 監督 - 御厨恭輔、宮崎駿（第3〜5話、第9話、第11話）
- シリーズ構成 - 山崎敬之、島崎真弓
- 音楽 - 羽田健太郎（劇場版 - 村松邦男）
- キャラクターデザイン - 近藤喜文
- 美術監督 - 影山仁、山本二三
- 撮影監督 - 若菜章夫、高橋宏固
- 音楽監督 - 鈴木清司（テレビ版のみ）
- 録音監督 - 伊達康将（劇場版 - 斯波重治）
- 編集 - 掛須秀一、瀬山武司
- 制作担当 - 水沼健二、木村健吾、竹内孝次
- 原画 - 佐藤雄三、辻初樹、友永和秀、丹内司、富沢信雄、田中敦子、山内昇寿郎、二木真希子、大塚康生(クレジット無し[20]、増田敏彦、松原徳弘、正延宏三、高坂希太郎、小林一幸、小原秀一、渡部高志 他
- 動画 - 時永宜幸、宇都宮智、宮崎なぎさ、増田敏彦、片山一良 他
- 作画協力 - ぎゃろっぷ、アリプロダクション・草間アート、OH!プロダクション、エス・ユー・ラオホ、スタジオテイク、テレコム・アニメーションフィルム
- 色指定 - 山本雅世、近藤浩子、山本智子、橋本直子
- 彩色 - イージーワールド・プロダクション、IMスタジオ・ホクサイ、テレコム・アニメーションフィルム
- 背景 - 千葉康之、牧野輝茂、脇猛志、加藤良恵、松浦裕子、久村佳津、小関陸夫、太田清美、内田勉、遠藤久美子、廣井達也、加福チヅ子、森川ひろみ、吉川浩、程塚真由美、石渡典子、山口俊和、豊嶋錦 他
- 美術 - 現代制作集団、TAF、スタジオ風雅、スタジオロフト、小林プロダクション、みに・あーと
- 撮影 - 杉村重郎、枝光弘明、羽山泰功、小堤勝哉、池端隆史、坂田美保、宮内征雄、細野正、平山昭夫、安津畑隆、大田勝美、小林武男、白神孝治、清水泰宏、白井久男、北村典子、大藤哲生、佐伯清、黒田洋一、池田知美
- 選曲 - 合田豊（テレビ版のみ）
- 音響効果 - 東洋音響（劇場版 - 依田安文（フィズサウンドクリエイション））
- 録音技術 - 丹波晴道（テレビ版のみ）（劇場版 - 桑原邦男）
- タイトルデザイン - 高具アトリエ
- 制作進行 - 神田修吉、佐藤育郎、笹原克彦、小板橋司、山路晴久、小笠忠孝、押切直之
- 演出助手 - 高本宣弘、水谷貴哉
- 演出補 - 片渕須直
- 録音制作 - 東北新社（劇場版 - オムニバスプロモーション）
- 現像 - 東洋現像所
- 制作協力 - 東京ムービー、ぎゃろっぷ、テレコム・アニメーションフィルム
- 制作 - 東京ムービー新社、RAI、REVER

## 主題歌
オープニングテーマ『空からこぼれたSTORY』
作詞 - 三浦徳子 / 作曲 - 佐藤健 / 編曲 - 福井峻 / 歌 - ダ・カーポ
エンディングテーマ『テームズ河のDANCE』
作詞 - 三浦徳子 / 作曲 - 山中のりまさ / 編曲 - 福井峻 / 歌 - ダ・カーポ
※主題歌のEPレコードは、徳間ジャパンから発売された。

## 各話リスト
| 話数   | 放送日         | サブタイトル                 | 脚本     | コンテ       | 演出     | 作画監督            |
| ------ | -------------- | ---------------------------- | -------- | ------------ | -------- | ------------------- |
| 第1話  | 1984年 11月6日 | 彼がうわさの名探偵           | 荒木芳久 | 奥田誠治     | 早川啓二 | 丹内司              |
| 第2話  | 11月13日       | 悪の天才 モリアーティ教授    | 荒木芳久 | 早川啓二     | 早川啓二 | 山内昇寿郎          |
| 第3話  | 11月20日       | 小さなマーサの大事件!?       | 宮崎駿   | 宮崎駿       | 宮崎駿   | 近藤喜文            |
| 第4話  | 11月27日       | ミセス・ハドソン人質事件     | 片渕須直 | 宮崎駿       | 宮崎駿   | 近藤喜文            |
| 第5話  | 12月4日        | 青い紅玉（ルビー）           | 片渕須直 | 宮崎駿       | 宮崎駿   | 近藤喜文            |
| 第6話  | 12月11日       | 緑の風船の謎をとけ!          | 荒木芳久 | 荒木伸吾     | 所すみお | 田中平八郎 柳野龍男 |
| 第7話  | 12月18日       | 大追跡!ちびっこ探偵団        | 荒木芳久 | 奥田誠治     | 奥田誠治 | 山内昇寿郎          |
| 第8話  | 12月25日       | まだらのひも                 | 荒木芳久 | 早川啓二     | 早川啓二 | 山内昇寿郎          |
| 第9話  | 1985年 1月8日  | 海底の財宝                   | 片渕須直 | 宮崎駿       | 宮崎駿   | 丹内司              |
| 第10話 | 1月15日        | ドーバー海峡の大空中戦!      | 片渕須直 | 宮崎駿       | 宮崎駿   | 友永和秀            |
| 第11話 | 1月22日        | ねらわれた巨大貯金箱         | 伊東敏也 | 富沢信雄     | 富沢信雄 | 近藤喜文            |
| 第12話 | 1月29日        | 教授嵐の大失敗!!             | 荒木芳久 | 所すみお     | 所すみお | 田中平八郎          |
| 第13話 | 2月5日         | 貨車が消えた!?教授の大魔術   | 伊東恒久 | 奥田誠治     | 奥田誠治 | 北原健雄 古田詔治   |
| 第14話 | 2月12日        | 珍味!さんごのロブスター      | 荒木芳久 | 小華和ためお | 早川啓二 | 田中保              |
| 第15話 | 2月19日        | 見たか!ピカピカの大どろぼう  | 荒木芳久 | 早川啓二     | 早川啓二 | 山内昇寿郎          |
| 第16話 | 2月26日        | 魔城！ホームズ 生か死か?     | 伊東恒久 | 奥田誠治     | 奥田誠治 | 北原健雄 田中平八郎 |
| 第17話 | 3月5日         | テムズ川の怪物               | 伊東恒久 | 湯山邦彦     | 早川啓二 | 田中保              |
| 第18話 | 3月12日        | ネス湖に散ったドジ作戦!      | 山鳥早起 | 早川啓二     | 早川啓二 | 田中保              |
| 第19話 | 3月19日        | 漱石・ロンドン凧合戦!        | 石堂淑朗 | 奥田誠治     | 奥田誠治 | 北原健雄 古田詔治   |
| 第20話 | 3月26日        | 飛行船しろがね号を追え!      | 荒木芳久 | 水谷貴哉     | 水谷貴哉 | 北原健雄 高坂希太郎 |
| 第21話 | 4月15日        | ブンブン!はえはえメカ作戦    | 荒木芳久 | 水谷貴哉     | 水谷貴哉 | 道籏義宣            |
| 第22話 | 4月22日        | ハチャメチャ飛行機大レース!? | 荒木芳久 | 奥田誠治     | 水谷貴哉 | 北原健雄            |
| 第23話 | 4月29日        | 知恵くらべ!オウム対教授      | 荒木芳久 | 奥田誠治     | 早川啓二 | 田中保              |
| 第24話 | 5月6日         | 聞け!モリアーティ讃歌        | 伊東恒久 | 小華和ためお | 棚沢隆   | 小林一幸            |
| 第25話 | 5月13日        | 大混乱!人形すりかえ事件      | 荒木芳久 | 早川啓二     | 早川啓二 | 山内昇寿郎          |
| 第26話 | 5月20日        | さよならホームズ!最後の事件  | 山鳥早起 | 早川啓二     | 早川啓二 | 山内昇寿郎          |

## 日本でのネット局
系列は本放送当時のもの、放送時間は個別に出典が提示されているものを除き1985年4月中旬 - 5月上旬時点のものを使用する。
| 放送地域       | 放送局             | 放送系列                                            | 放送日時                                                                                          | 備考                                            |
| -------------- | ------------------ | --------------------------------------------------- | ------------------------------------------------------------------------------------------------- | ----------------------------------------------- |
| 関東広域圏     | テレビ朝日         | テレビ朝日系列                                      | 火曜 19:00 - 19:30（1984年11月6日 - 1985年3月26日） 月曜 19:00 - 19:30（1985年4月15日 - 5月20日） | 制作局                                          |
| 北海道         | 北海道テレビ       | テレビ朝日系列                                      | 火曜 19:00 - 19:30（1984年11月6日 - 1985年3月26日） 月曜 19:00 - 19:30（1985年4月15日 - 5月20日） |                                                 |
| 宮城県         | 東日本放送         | テレビ朝日系列                                      | 火曜 19:00 - 19:30（1984年11月6日 - 1985年3月26日） 月曜 19:00 - 19:30（1985年4月15日 - 5月20日） |                                                 |
| 福島県         | 福島放送           | テレビ朝日系列                                      | 火曜 19:00 - 19:30（1984年11月6日 - 1985年3月26日） 月曜 19:00 - 19:30（1985年4月15日 - 5月20日） |                                                 |
| 新潟県         | 新潟テレビ21       | テレビ朝日系列                                      | 火曜 19:00 - 19:30（1984年11月6日 - 1985年3月26日） 月曜 19:00 - 19:30（1985年4月15日 - 5月20日） |                                                 |
| 静岡県         | 静岡けんみんテレビ | テレビ朝日系列                                      | 火曜 19:00 - 19:30（1984年11月6日 - 1985年3月26日） 月曜 19:00 - 19:30（1985年4月15日 - 5月20日） | 現・静岡朝日テレビ。                            |
| 中京広域圏     | 名古屋テレビ       | テレビ朝日系列                                      | 火曜 19:00 - 19:30（1984年11月6日 - 1985年3月26日） 月曜 19:00 - 19:30（1985年4月15日 - 5月20日） |                                                 |
| 近畿広域圏     | 朝日放送           | テレビ朝日系列                                      | 火曜 19:00 - 19:30（1984年11月6日 - 1985年3月26日） 月曜 19:00 - 19:30（1985年4月15日 - 5月20日） |                                                 |
| 広島県         | 広島ホームテレビ   | テレビ朝日系列                                      | 火曜 19:00 - 19:30（1984年11月6日 - 1985年3月26日） 月曜 19:00 - 19:30（1985年4月15日 - 5月20日） |                                                 |
| 香川県・岡山県 | 瀬戸内海放送       | テレビ朝日系列                                      | 火曜 19:00 - 19:30（1984年11月6日 - 1985年3月26日） 月曜 19:00 - 19:30（1985年4月15日 - 5月20日） |                                                 |
| 福岡県         | 九州朝日放送       | テレビ朝日系列                                      | 火曜 19:00 - 19:30（1984年11月6日 - 1985年3月26日） 月曜 19:00 - 19:30（1985年4月15日 - 5月20日） |                                                 |
| 鹿児島県       | 鹿児島放送         | テレビ朝日系列                                      | 火曜 19:00 - 19:30（1984年11月6日 - 1985年3月26日） 月曜 19:00 - 19:30（1985年4月15日 - 5月20日） |                                                 |
| 山形県         | 山形放送           | 日本テレビ系列 テレビ朝日系列                       | 火曜 19:00 - 19:30（1984年11月6日 - 1985年3月26日） 月曜 19:00 - 19:30（1985年4月15日 - 5月20日） |                                                 |
| 岩手県         | 岩手放送           | TBS系列                                             | 月曜 - 木曜 16:07 - 16:35                                                                         | 現・IBC岩手放送。本放送終了後、1986年頃に放送。 |
| 福井県         | 福井放送           | 日本テレビ系列                                      | 日曜 10:00 - 10:30                                                                                | 1985年4月7日よりネット開始。                    |
| 山梨県         | テレビ山梨         | TBS系列                                             | 木曜 17:20 -17:50                                                                                 |                                                 |
| 長野県         | テレビ信州         | 日本テレビ系列 テレビ朝日系列                       | 火曜 19:00 - 19:30                                                                                |                                                 |
| 鳥取県 島根県  | 山陰放送           | TBS系列                                             | 月曜 17:30 - 18:00                                                                                |                                                 |
| 山口県         | 山口放送           | 日本テレビ系列 テレビ朝日系列                       | 月曜 19:00 - 19:30                                                                                |                                                 |
| 高知県         | テレビ高知         | TBS系列                                             | 金曜 16:00 - 16:30                                                                                |                                                 |
| 宮崎県         | 宮崎放送           | TBS系列                                             | 火曜 17:25 - 17:55                                                                                | 放送途中の2月19日をもって打ち切り。             |
| 日本地域       | キッズステーション |                                                     | 2009年12月14日 - 2010年1月25日 16:00 - 16:30                                                      | 12月28日 - 2010年1月1日は放送休止。             |
| 日本地域       | キッズステーション | 2010年05月27日 - 7月1日 18:00 - 18:30               |                                                                                                   |                                                 |
| 日本地域       | キッズステーション | 2012年07月29日 - 11月4月 5:00 - 6:00                | 2話連続放送。                                                                                     |                                                 |
| 日本地域       | キッズステーション | 2012年11月19日 - 12月24日 月曜 - 金曜 15:00 - 15:30 |                                                                                                   |                                                 |
| 日本地域       | アニマックス       | 不明                                                | 字幕放送                                                                                          |                                                 |
| 日本地域       | BS11               | 2017年10月2日 - 2018年3月26日 月曜 19:30 - 20:00    | 第14話のみ12月30日土曜 17:00放送。2018年1月1日は放送休止。                                        |                                                 |

## ネット配信
トムス・エンタテインメントがYouTubeに開設している「TMSアニメ55周年公式チャンネル」で、2019年7月5日から全26話が期間限定で分割配信されている。

## 劇場版
柴田侊彦がホームズを演じた「劇場版」は、『風の谷のナウシカ』を製作した徳間書店が1984年の併映のときのみという条件でTMSから許諾を得たものだったが、その後もビデオグラム化されたり、衛星放送で放送されたりして鑑賞できる状態となっている。
1984年3月25日には、レコードとコンパクトカセットで『名探偵ホームズ』（ドラマ編）がアニメージュレコードレーベルで徳間ジャパンより発売された。
2024年3月22日には40周年記念上映として『青い紅玉の巻/海底の財宝の巻』『ミセス・ハドソン人質事件の巻/ドーバー海峡の大空中戦!の巻』をデジタルリマスター版で2週間限定上映。

### 「風の谷のナウシカ」併映版
テレビ放送前の1984年3月11日より、宮崎駿が監督した「青い紅玉（ルビー）」と「海底の財宝」の2編を『風の谷のナウシカ』と同時上映。上映時間46分。
劇場公開時の予告編のナレーションは後にテレビ版でホームズ役を務める広川太一郎が担当した。
宮崎駿監督分は、海外セールス向けの英語版の音声はあったものの、日本語音声はなく、ホームズ役の柴田侊彦をはじめとした声優、台詞、登場人物の名前、編集、効果音、音楽がテレビ放送時と異なっている。そのため、「劇場版」と区別されている。宮崎は当時「ナウシカ」の制作で多忙だったため、録音は高畑勲と片渕須直が演出した。
劇場版においては、本作はコナン・ドイルの著作物には基づかない旨の断りを入れるクレジットが入っている。ドイルは1930年に亡くなっており、死後50年で著作権が消滅する日本の著作権法下では本来であれば1980年にドイルの著作権も消滅しているとの前提だったが、実際にはイギリスは第二次世界大戦の日本の交戦国であり、戦時加算があるため、1984年時点ではまだ著作権は生きていた。このことが発覚したのは、劇場版の上映時であり、そのためドイルの著作権に抵触しないよう対処する必要が生じた。具体的には、数人の登場人物の名前が変更されている。モリアーティ教授はモロアッチ教授、ハドソン夫人はエリソン夫人、レストレード警部はレストラント警部になっている。公開時の音声では、ホームズは自らを「シャーベック・ホームズ」と名乗っており、シャーベックの「ベ」の部分だけを他の台詞から抜き出して元の音声の上に被せている痕跡がある。なお、DVDの字幕は「シャーロック」である。
本作にはOPがなく、ED映像は「小さなマーサの大事件!?」のダイジェストと、一部「ねらわれた巨大貯金箱」のシーンで構成されている。 
イタリアの放送フォーマットで制作された初期のものは、日本のフォーマットよりも若干尺が長い。そのため『風の谷のナウシカ』と併映された劇場版にあったいくつかのシーンはテレビ放送時にカットされ、音声もテレビのキャスト、音楽に録音し直された。

### 主題歌
劇場版テーマ曲「グッドバイ・スウィートハート」
作詞 - 竹花いち子 / 作曲 - 村松邦男 / 編曲 - 村松邦男、乾裕樹 / 歌 - 桑名晴子
劇場版エンディングテーマ「冒険のアリバイ」
作詞 - 竹花いち子 / 作曲 - 村松邦男 / 編曲 - 村松邦男、乾裕樹 / 歌 - 桑名晴子

### 「天空の城ラピュタ」併映版
1986年の『天空の城ラピュタ』の同時上映の「ミセス・ハドソン人質事件」と「ドーバー海峡の大空中戦!」はテレビ放送終了後に劇場で公開されており、映倫マークがあること以外はテレビ版と同じである。そのため宮崎はあくまでも「演出」という扱いである。上映時間47分。
ポスターやパンフレットでは『続名探偵ホームズ ミセス・ハドソン人質事件/ドーバー海峡の大空中戦』の名で興業が行われた。

## 関連書籍
宮崎駿演出作品の書籍化は下記。劇場版を含め、各・徳間書店
- アニメージュ文庫
（池田憲章・編）『名探偵ホームズ（1）「青い紅玉」』 ISBN 4196695205
（池田憲章・編）『名探偵ホームズ（2）「海底の財宝」』 ISBN 4196695213
（町田知之・編）『名探偵ホームズ（3）「小さな依頼人」』 ISBN 4196695329
（アニメージュ編集部・編）『名探偵ホームズ（4）「ソベリン金貨の行方」』 ISBN 4196695337
（ただのかずみ・編）『名探偵ホームズ（5）「ミセス・ハドソン人質事件」』 ISBN 4196695353
（池田憲章・編）『名探偵ホームズ（6）「ドーバーの白い崖」』 ISBN 4196695361
- スタジオジブリ絵コンテ全集
『絵コンテ全集 第Ⅱ期（4） 名探偵ホームズ』 宮崎駿／絵コンテ・演出 徳間書店スタジオジブリ事業本部 2003年6月 ISBN 4198616795 （「小さなマーサの大事件!?」「ミセス・ハドソン人質事件」「青い紅玉」）
『絵コンテ全集 第Ⅱ期（5） 名探偵ホームズ』 宮崎駿／絵コンテ・演出 徳間書店スタジオジブリ事業本部 2003年6月 ISBN 4198616809 （「海底の財宝」「ドーバー海峡の大空中戦！」「ねらわれた巨大貯金箱」）
- 徳間アニメ絵本（劇場版を書籍化）
『徳間アニメ絵本<26> 名探偵ホームズ 劇場版 1（「青い紅玉」「海底の財宝」）』2004年3月 ISBN 4198618437
『徳間アニメ絵本<27> 名探偵ホームズ 劇場版 2（「ミセス・ハドソン人質事件」「ドーバー海峡の大空中戦!」）』2004年6月 ISBN 4198618771

## ビデオグラム

### テレビシリーズ
- 『徳間コレクション 名探偵ホームズ DVD-BOX』（全26話） 徳間書店・発売、パイオニアLDC・販売 2001年3月23日 PIBA-3020
- 『名探偵ホームズ DVD-BOX』（全26話） ジェネオンエンタテインメント 2005年6月24日 GNBA-3020（PIBA-3020の新価格再発売）
- 『バンダイビジュアル EMOTION the Best 名探偵ホームズ DVD-BOX』（全26話） バンダイビジュアル 2011年1月28日 BCBA-3977（バンダイビジュアルによる廉価版で、PIBA-3020には収録されていたスペシャルブックレットやイメージボード集が収録されていない）
- 『名探偵ホームズ Blu-ray-BOX』（全26話） バンダイビジュアル 2014年11月21日 本編映像は35ミリネガテレシネによるHDマスター。音声はDVD版マスターのものが優れているとのことでフィルムの光学録音は作らず、デジタル化されたモノラル録音のシネテープ（磁気音声）をそのまま使用している。

（以下のテレビシリーズは、生産完了。2006年10月現在）
- VHS・ベータマックス『名探偵ホームズ1』（「青い紅玉」「小さな依頼人」） 1984年11月10日 徳間コミュニケーションズ 9,800円
- VHS・ベータマックス『名探偵ホームズ2』（「ミセス・ハドソン人質事件」「ドーバーの白い崖」） 1984年11月10日 徳間コミュニケーションズ 9,800円
- VHS・ベータマックス『名探偵ホームズ3』（「ソベリン金貨の行方」「海底の財宝」） 1984年11月25日 徳間コミュニケーションズ 9,800円
- レーザーディスク『名探偵ホームズ大全集』（第1話〜第26話）1991年1月1日 徳間書店 TKLO-50023 52,600円
- VHS『名探偵ホームズ大全集1』 1991年1月1日 徳間書店 TKVO-60120 13,440円
- VHS『名探偵ホームズ大全集2』 1991年1月1日 徳間書店 TKVO-60121 13,440円
- VHS『名探偵ホームズ大全集3』 1991年1月1日 徳間書店 TKVO-60122 13,440円
- VHS『名探偵ホームズ大全集4』 1991年1月1日 徳間書店 TKVO-60123 13,440円
- VHS『名探偵ホームズ大全集5』 1991年1月1日 徳間書店 TKVO-60124 13,440円
- VHS『名探偵ホームズ大全集6』 1991年1月1日 徳間書店 TKVO-60125 13,440円
- VHS『名探偵ホームズ大全集7』 1991年1月1日 徳間書店 TKVO-60126 13,440円
- VHS『名探偵ホームズ ファミリーパック』1999年12月1日 ソニー・ピクチャーズ エンタテインメント
- VHS『名探偵ホームズ 1』（第1話、第2話、第3話、第6話） 1999年12月1日 ソニー・ピクチャーズ エンタテインメント JVS-00785
- VHS『名探偵ホームズ 2』（第5話、第7話、第12話、第8話） 1999年12月1日 ソニー・ピクチャーズ エンタテインメント JVS-00786
- VHS『名探偵ホームズ 3』（第9話、第13話、第15話、第20話） 1999年12月1日 ソニー・ピクチャーズ エンタテインメント JVS-00787
- VHS『名探偵ホームズ 4』（第11話、第14話、第16話、第18話） 1999年12月1日 ソニー・ピクチャーズ エンタテインメント JVS-00788
- VHS『名探偵ホームズ 5』（第4話、第19話、第17話、第23話、第21話） 1999年12月1日 ソニー・ピクチャーズ エンタテインメント JVS-00789
- VHS『名探偵ホームズ 6』（第10話、第25話、第24話、第22話、第26話） 1999年12月1日 ソニー・ピクチャーズ エンタテインメント JVS-00790
- DVD『名探偵ホームズ I（1）』（第1話〜第6話） パイオニアLDC 2001年12月21日 PIBA-302001
- DVD『名探偵ホームズ II（2）』（第7話〜第12話） パイオニアLDC 2001年12月21日 PIBA-302002
- DVD『名探偵ホームズ III（3）』（第13話〜第18話） パイオニアLDC 2001年12月21日 PIBA-302003
- DVD『名探偵ホームズ IV（4）』（第19話〜第24話） パイオニアLDC 2001年12月21日 PIBA-302004
- DVD『名探偵ホームズ V（5）』（第25話〜第26話） パイオニアLDC 2001年12月21日 PIBA-302005（映像特典:各話予告編/番組宣伝スポット（14種類）/ノンテロップOP&ED/英語版OP/宮崎駿ほかによるイメージ・ボード（127枚・静止画））
- DVD『名探偵ホームズ DVD-BOX』 徳間書店 2001年3月23日
- BD『名探偵ホームズ Bru-ray BOX』 バンダイビジュアル 2014年11月21日 BCXA-0908

### 劇場版
- 徳間書店
『劇場版 名探偵ホームズ』（「青い紅玉」「海底の財宝」を収録）
1991年11月25日発売 TKLO-50056 5,913円
- ブエナ ビスタ ホーム エンターテイメント「ジブリがいっぱいCOLLECTIONスペシャル TMS東京ムービー作品」
『劇場版 名探偵ホームズ』（「青い紅玉」「海底の財宝」を収録）
DVD 2002年5月24日発売 約46分 VWDZ-8028 （映像特典：絵コンテ映像（本編と完全にリンクした絵コンテを全編収録）、劇場予告編2種類（約5分）、対談 黒澤明vs宮崎駿（「映画に恋して愛して生きて・黒澤明と宮崎駿」1993年度作品）、テレコムスタッフ座談会）
VHS 1999年11月19日発売 生産終了 約46分 VWSZ-8028
- バンダイビジュアル
『劇場版 名探偵ホームズ』（「青い紅玉」「海底の財宝」を収録）
Blu-ray Disc 2008年7月25日発売 約46分 BCXA-0024

## 関連作品
ゲームブック
- ウィザード家の秘宝 「名探偵ホームズ」より 
下村家恵子・作：徳間書店/アニメージュ・ゲーム文庫：1986：380円

パソコンゲーム
- 『名探偵ホームズ』徳間コミュニケーションズ、1986年4月25日､PC-8800シリーズ、PC-8001mkIISR、FM-7。リアルタイムアクションゲーム。

## パチスロ台
- 2007年、フィールズおよびビスティより名探偵ホームズのパチスロ機がリリースされた。